# Uzundzje
Uzundzje (bulgariska: Узундже) är en sumpmark i Bulgarien.   Den ligger i regionen Burgas, i den östra delen av landet, 300 km öster om huvudstaden Sofia.
Trakten runt Uzundzje består till största delen av jordbruksmark. Runt Uzundzje är det ganska glesbefolkat, med 21 invånare per kvadratkilometer.